# Судије на Свјетском првенству у фудбалу 2022.

Судије на Свјетском првенству у фудбалу 2022. изабрала је ФИФА, која је одредила 36 главних судија, 69 помоћних и 24 ВАР судије. Међу главним и међу помоћним судијама биле су по три жене, које су тако постале прве жене судије које су учествовале на Свјетском првенству за мушкарце у историји.
Вилтон Сампајо и Сесар Артуро Рамос су судили по четири утакмице, док су Данијеле Орсато, Иван Бартон, Фернандо Рапалини, Факундо Тељо, Мајкл Оливер, Шимон Марћињак, Клеман Тирпен, Исмаел Елфат и Антонио Матеу Лаоз судили на по три утакмице. Стефани Фрапар је судила на једној утакмици, а Јошими Јамашита и Салима Мукасанга су биле четврте судије на неколико утакмица. Јамашита, Мукасанга, Ма Нинг, Магет Ндиаје, Саид Мартинез, Кевин Ортега и Иштван Ковач нису судили ни на једној утакмици. Орсато је судио на отварању првенства, а Марћињак у финалу, гдје су му помоћници били Павел Соколницки и Томаш Листкјевич, док је Исмаил Елфат био четврти судија.
Дру Фишер је био ВАР судија на осам утакмица, Мауро Виглијано на седам, Николас Гало и Абдула ел Мари на пет, док су Хуан Сото, Пол ван Букел, Томаш Квјатковски, Масимилијано Ирати и Жером Брисар били ВАР судије на по четири утакмице. Ирати је био судија на отварању, а Квјатковски у финалу, гдје су му помоћници били Хуан Сото, Кајл Еткинс, Фернандо Гереро, Бастијан Данкерт и Кори Паркер.

## Позадина
Свјетско првенство 2022. било је 22. издање Свјетског првенства у фудбалу, главног такмичења за сениорске репрезентације чланице Фифе. Одржано је у Катару од 21. новембра до 18. децембра и прво је Свјетско првенство које је одржано у арапском свијету. Због великих врућина у Катару, одржано је у новембру и децембру, чиме је постати прво Свјетско првенство које није одржано у мају, јуну или јулу, а такође је трајање било смањено на 28 дана.
На дан 19. маја 2022. ФИФА је објавила списак од 36 судија, 69 помоћних судија и 24 ВАР судије за првенство. Међу 36 главних судија, ФИФА је изабрала по двоје из Аргентине, Бразила, Енглеске и Француске, док је из осталих држава изабран по један судија.
Међу 36 судија, изабране су и три жене: Стефани Фрапар из Француске, Салима Мукансанга из Руанде и Јошими Јамашита из Јапана, које су постале прве жене које су судиле на Свјетском првенству за мушкарце. Осим главних, три жене су изабране и за помоћне судије; Фрапар је претходно судила финале Свјетског првенства за жене 2019. Судија из Гамбије — Бакари Гасама, као и помоћни судија из Аргентине — Хуан Пабло Белати, судили су на трећем Свјетском првенству; Белати је био помоћни судија у финалу првенства 2018. Остале судије које су судиле на Свјетском првенству по други пут били су Сезар Артуро Рамос из Мексика, Џани Сиказве из Замбије, као и помоћни судија из Ирана — Мохамандреза Мансури.
На списку није било Нестора Питане, који је судио финале првенства 2018, као ни Феликса Бриха, Џунејта Чакира и Милорада Мажића, док су Дамир Скомина и Бјерн Којперс завршили каријеру.
Мајкл Оливер и Ентони Тејлор изабрани су међу 36 судија, чиме су се енглеске судије вратиле на Свјетско првенство, након што ниједан судија из Енглеске није судио на првенству 2018. што је био први пут да судије из Енглеске не суде на Свјетском првенству након 1938.

## Судије

### Главне судије
| Конфедерација | Судија                       | Држава                    |
| ------------- | ---------------------------- | ------------------------- |
| АФК           | Абдулрахман ел Џасим         | Катар                     |
| АФК           | Крис Бит                     | Аустралија                |
| АФК           | Алиреза Фагани               | Иран                      |
| АФК           | Ма Нинг                      | Кина                      |
| АФК           | Мохамед Абдула Хасан Мохамед | Уједињени Арапски Емирати |
| АФК           | Јошими Јамашита              | Јапан                     |
| КАФ           | Бакари Гасама                | Гамбија                   |
| КАФ           | Мустафа Горбал               | Алжир                     |
| КАФ           | Виктор Гомес                 | Јужноафричка Република    |
| КАФ           | Салима Мукансанга            | Руанда                    |
| КАФ           | Магет Ндиаје                 | Сенегал                   |
| КАФ           | Џани Сиказве                 | Замбија                   |
| КОНКАКАФ      | Иван Бартон                  | Ел Салвадор               |
| КОНКАКАФ      | Исмаил Елфат                 | САД                       |
| КОНКАКАФ      | Марио Ескобар                | Хондурас                  |
| КОНКАКАФ      | Саид Мартинез                | Гватемала                 |
| КОНКАКАФ      | Сесар Артуро Рамос           | Мексико                   |
| КОНМЕБОЛ      | Рафаил Клаус                 | Бразил                    |
| КОНМЕБОЛ      | Андрес Матонте               | Уругвај                   |
| КОНМЕБОЛ      | Кевин Ортега                 | Перу                      |
| КОНМЕБОЛ      | Фернандо Рапалини            | Аргентина                 |
| КОНМЕБОЛ      | Вилтон Сампајо               | Бразил                    |
| КОНМЕБОЛ      | Факундо Тељо                 | Аргентина                 |
| КОНМЕБОЛ      | Хесус Валенсуела             | Венецуела                 |
| ОФК           | Метју Конгер                 | Нови Зеланд               |
| УЕФА          | Стефани Фрапар               | Француска                 |
| УЕФА          | Иштван Ковач                 | Румунија                  |
| УЕФА          | Дани Макели                  | Холандија                 |
| УЕФА          | Шимон Марћињак               | Пољска                    |
| УЕФА          | Антонио Матеу Лаоз           | Шпанија                   |
| УЕФА          | Мајкл Оливер                 | Енглеска                  |
| УЕФА          | Данијеле Орсато              | Италија                   |
| УЕФА          | Данијел Зиберт               | Њемачка                   |
| УЕФА          | Ентони Тејлор                | Енглеска                  |
| УЕФА          | Клеман Тирпен                | Француска                 |
| УЕФА          | Славко Винчић                | Словенија                 |

### Помоћне судије
| Конфедерација | Судија                          | Држава                    |
| ------------- | ------------------------------- | ------------------------- |
| АФК           | Мохамадреза Аболфазли           | Иран                      |
| АФК           | Талеб ел Мари                   | Катар                     |
| АФК           | Мохамед ел Хамади               | Уједињени Арапски Емирати |
| АФК           | Хасан ел Мари                   | Уједињени Арапски Емирати |
| АФК           | Сауд ел Макалех                 | Катар                     |
| АФК           | Ешли Бичам                      | Аустралија                |
| АФК           | Цао Ји                          | Кина                      |
| АФК           | Мохамадреза Maнсури             | Иран                      |
| АФК           | Антон Шчетинин                  | Аустралија                |
| АФК           | Ши Сјанг                        | Кина                      |
| КАФ           | Махмуд Абуелрегал               | Египат                    |
| КАФ           | Џибрил Камара                   | Сенегал                   |
| КАФ           | Џерсон дос Сантос               | Ангола                    |
| КАФ           | Абделак Етчијали                | Алжир                     |
| КАФ           | Мокран Гурари                   | Алжир                     |
| КАФ           | Арсенио Маренгула               | Мозамбик                  |
| КАФ           | Елвис Нупе                      | Камерун                   |
| КАФ           | Суру Патсен                     | Лесото                    |
| КАФ           | Ел Хаџ Малик Самба              | Сенегал                   |
| КАФ           | Закеле Сивела                   | Јужноафричка Република    |
| КОНКАКАФ      | Кајл Еткинс                     | САД                       |
| КОНКАКАФ      | Карен Дијаз Медина              | Мексико                   |
| КОНКАКАФ      | Хелпис Рејмундо Фелис           | Доминиканска Република    |
| КОНКАКАФ      | Мигел Ернандез                  | Мексико                   |
| КОНКАКАФ      | Валтер Лопез                    | Хондурас                  |
| КОНКАКАФ      | Хуан Карлос Мора                | Костарика                 |
| КОНКАКАФ      | Давид Моран                     | Ел Салвадор               |
| КОНКАКАФ      | Алберто Морин                   | Мексико                   |
| КОНКАКАФ      | Кетрин Незбит                   | САД                       |
| КОНКАКАФ      | Кори Паркер                     | САД                       |
| КОНКАКАФ      | Кејлеб Вајлс                    | Тринидад и Тобаго         |
| КОНКАКАФ      | Захари Зегелар                  | Суринам                   |
| КОНМЕБОЛ      | Неуза Бак                       | Бразил                    |
| КОНМЕБОЛ      | Хуан Пабло Белати               | Аргентина                 |
| КОНМЕБОЛ      | Дијего Бонфа                    | Аргентина                 |
| КОНМЕБОЛ      | Бруно Бочиља                    | Бразил                    |
| КОНМЕБОЛ      | Езекијел Браиловски             | Аргентина                 |
| КОНМЕБОЛ      | Габријел Чаде                   | Аргентина                 |
| КОНМЕБОЛ      | Родриго Фигеиредо               | Бразил                    |
| КОНМЕБОЛ      | Тулио Морено                    | Венецуела                 |
| КОНМЕБОЛ      | Мајкл Орује                     | Перу                      |
| КОНМЕБОЛ      | Бруно Пирес                     | Бразил                    |
| КОНМЕБОЛ      | Хесус Санчез                    | Перу                      |
| КОНМЕБОЛ      | Данило Симон Манис              | Бразил                    |
| КОНМЕБОЛ      | Мартин Сопи                     | Уругвај                   |
| КОНМЕБОЛ      | Николас Таран                   | Уругвај                   |
| КОНМЕБОЛ      | Хорхе Урего                     | Венецуела                 |
| ОФК           | Тевита Макасини                 | Тонга                     |
| ОФК           | Марк Рул                        | Нови Зеланд               |
| УЕФА          | Овидију Артене                  | Румунија                  |
| УЕФА          | Сајмон Бенет                    | Енглеска                  |
| УЕФА          | Гари Бесвик                     | Енглеска                  |
| УЕФА          | Стјуарт Бурт                    | Енглеска                  |
| УЕФА          | Чиро Карбоне                    | Италија                   |
| УЕФА          | Пау Кебраин Дејвис              | Шпанија                   |
| УЕФА          | Никола Дано                     | Француска                 |
| УЕФА          | Јан де Врис                     | Холандија                 |
| УЕФА          | Роберто Дијаз Перез дел Паломар | Шпанија                   |
| УЕФА          | Рафаел Фолтин                   | Њемачка                   |
| УЕФА          | Алесандро Ђалатини              | Италија                   |
| УЕФА          | Сирил Грингор                   | Француска                 |
| УЕФА          | Томаж Кланчник                  | Словенија                 |
| УЕФА          | Андраж Ковачич                  | Словенија                 |
| УЕФА          | Томаш Листкјевич                | Пољска                    |
| УЕФА          | Василе Маринеску                | Румунија                  |
| УЕФА          | Адам Нан                        | Енглеска                  |
| УЕФА          | Јан Сајдел                      | Њемачка                   |
| УЕФА          | Павел Соколницки                | Пољска                    |
| УЕФА          | Хесел Стегстра                  | Холандија                 |

### ВАР судије
| Конфедерација | Судија                      | Држава     |
| ------------- | --------------------------- | ---------- |
| АФК           | Абдула ел Мари              | Катар      |
| АФК           | Мухамад Таки                | Сингапур   |
| АФК           | Шон Еванс                   | Аустралија |
| КАФ           | Редуан Жијед                | Мароко     |
| КАФ           | Адил Зурак                  | Мароко     |
| КОНКАКАФ      | Дру Фишер                   | Канада     |
| КОНКАКАФ      | Фернандо Гереро             | Мексико    |
| КОНКАКАФ      | Армандо Виљареал            | САД        |
| КОНМЕБОЛ      | Хулио Баскуњан              | Чиле       |
| КОНМЕБОЛ      | Николас Гало                | Колумбија  |
| КОНМЕБОЛ      | Леодан Гонзалез             | Уругвај    |
| КОНМЕБОЛ      | Хуан Сото                   | Венецуела  |
| КОНМЕБОЛ      | Мауро Виглијано             | Аргентина  |
| УЕФА          | Жером Брисар                | Француска  |
| УЕФА          | Бастијан Данкерт            | Њемачка    |
| УЕФА          | Рикардо де Бургос Бенгоечеа | Шпанија    |
| УЕФА          | Марко Фриц                  | Њемачка    |
| УЕФА          | Алехандро Ернандез Ернандез | Шпанија    |
| УЕФА          | Масимилијано Ирати          | Италија    |
| УЕФА          | Томаш Квјатковски           | Пољска     |
| УЕФА          | Хуан Мартинез Мунуера       | Шпанија    |
| УЕФА          | Беноа Мило                  | Француска  |
| УЕФА          | Паоло Валери                | Италија    |
| УЕФА          | Пол ван Букел               | Холандија  |

## Статистика

### По утакмицама
| Коло              | Утакмица               | Главни судија                | Помоћне судије                                     | ВАР судија                  |
| Групна фаза       | Групна фаза            | Групна фаза                  | Групна фаза                                        | Групна фаза                 |
| 1. коло           | Катар—Еквадор          | Данијеле Орсато              | Чиро Карбоне Алесандро Ђалатини                    | Масимилијано Ирати          |
| 1. коло           | Сенегал—Холандија      | Вилтон Сампајо               | Бруно Бошиља Бруно Пирес                           | Хуан Сото                   |
| 1. коло           | Енглеска—Иран          | Рафаил Клаус                 | Родриго Фигеиредо Данило Симон Манис               | Леодан Гонзалес             |
| 1. коло           | САД—Велс               | Абдулрахман ел Џасим         | Талеб ел Мари Сауд ел Макалех                      | Абдула ел Мари              |
| 1. коло           | Аргентина—С. Арабија   | Славко Винчић                | Томаж Кланчник Андраж Ковачић                      | Пол ван Букел               |
| 1. коло           | Мексико—Пољска         | Крис Бит                     | Антон Шчетинин Ешли Бехам                          | Шон Еванс                   |
| 1. коло           | Данска—Тунис           | Сесар Артуро Рамос           | Алберто Морин Мигел Ернандез                       | Фернандо Гереро             |
| 1. коло           | Француска—Аустралија   | Виктор Гомес                 | Закеле Сивела Суру Фатсен                          | Дру Фишер                   |
| 1. коло           | Њемачка—Јапан          | Иван Бартон                  | Давид Моран Захари Зегелар                         | Мауро Виглијано             |
| 1. коло           | Шпанија—Костарика      | Мохамед Абдула Хасан Мохамед | Мохамед ел Хамади Хасан ел Махри                   | Абдула ел Мари              |
| 1. коло           | Мароко—Хрватска        | Фернандо Рапалини            | Хуан Пабло Белати Дијего Бонфа                     | Хулио Баскуњан              |
| 1. коло           | Белгија—Канада         | Џани Сиказве                 | Џерсон дос Сантос Арсенио Маренкула                | Хуан Сото                   |
| 1. коло           | Швајцарска—Камерун     | Факундо Тељо                 | Езекијел Браиловски Габријел Чаде                  | Мауро Виглијано             |
| 1. коло           | Бразил—Србија          | Алиреза Фагани               | Мохамадреза Мансури Мохамадреза Аболфазли          | Абдула ел Мари              |
| 1. коло           | Уругвај—Ј. Кореја      | Клеман Тирпен                | Никола Дано Сирил Грингор                          | Жером Брисар                |
| 1. коло           | Португалија—Гана       | Исмаил Елфат                 | Кајл Еткинс Кори Паркер                            | Армандо Виљареал            |
| 2. коло           | Катар—Сенегал          | Антонио Матеу Лаоз           | Пау Себријан Девис Роберто Дијаз Перез дел Паломар | Алехандро Ернандез Ернандез |
| 2. коло           | Холандија—Еквадор      | Мустафа Горбал               | Мокране Гурари Абделак Ечијали                     | Шон Еванс                   |
| 2. коло           | Велс—Иран              | Марио Ескобар                | Кејлеб Велс Хуан Карлос Мора                       | Дру Фишер                   |
| 2. коло           | Енглеска—САД           | Хесус Валенсуела             | Хорхе Урего Тулио Морено                           | Хуан Сото                   |
| 2. коло           | Пољска—С. Арабија      | Вилтон Сампајо               | Бруно Бошиља Бруно Пирес                           | Дру Фишер                   |
| 2. коло           | Аргентина—Мексико      | Данијеле Орсато              | Чиро Карбоне Алесандро Ђалатини                    | Масимилијано Ирати          |
| 2. коло           | Тунис—Аустралија       | Данијел Зиберт               | Рафаел Фолтин Јан Сејдел                           | Бастијан Данкерт            |
| 2. коло           | Француска—Данска       | Шимон Марћињак               | Павел Соколницки Томаш Листкјевич                  | Томаш Квјатковски           |
| 2. коло           | Јапан—Костарика        | Мајкл Оливер                 | Стјуарт Барт Сајмон Бенет                          | Жером Брисар                |
| 2. коло           | Шпанија—Њемачка        | Дани Макели                  | Хесел Стегстра Јан де Врис                         | Пол ван Букел               |
| 2. коло           | Белгија—Мароко         | Сесар Артуро Рамос           | Алберто Морин Мигел Ернандез                       | Фернандо Гереро             |
| 2. коло           | Хрватска—Канада        | Андрес Матонте               | Николас Таран Мартин Сопи                          | Мауро Виглијано             |
| 2. коло           | Камерун—Србија         | Мохамед Абдула Хасан Мохамед | Мохамед ел Хамади Хасан ел Мари                    | Николас Гало                |
| 2. коло           | Бразил—Швајцарска      | Иван Бартон                  | Давид Моран Закари Зегелар                         | Дру Фишер                   |
| 2. коло           | Ј. Кореја—Гана         | Ентони Тејлор                | Гери Бесвик Адам Нан                               | Томаш Квјатковски           |
| 2. коло           | Португалија—Уругвај    | Алиреза Фагани               | Мохамадреза Мансури Мохамадреза Аболфазли          | Абдула ел Мари              |
| 3. коло           | Еквадор—Сенегал        | Клеман Тирпен                | Никола Дано Сирил Грингор                          | Жером Брисар                |
| 3. коло           | Холандија—Катар        | Бакари Гасама                | Елвис Нупе Махмуд Абдулрегал                       | Редуан Жијед                |
| 3. коло           | Велс—Енглеска          | Славко Винчић                | Томаж Кланчник Андраж Ковачич                      | Марко Фриц                  |
| 3. коло           | Иран—САД               | Антонио Матеу Лаоз           | Пау Себријан Девис Роберто Дијаз Перез дел Паломар | Хуан Мартинез Мунуера       |
| 3. коло           | Пољска—Аргентина       | Дани Макели                  | Хесел Стегстра Јан де Врис                         | Пол ван Букел               |
| 3. коло           | С. Арабија—Мексико     | Мајкл Оливер                 | Стјуарт Барт Сајмон Бенет                          | Масимилијано Ирати          |
| 3. коло           | Аустралија—Данска      | Мустафа Горбал               | Мокране Гурари Абделак Ечијали                     | Мауро Виглијано             |
| 3. коло           | Тунис—Француска        | Метју Конгер                 | Марк Руле Тевита Макасини                          | Абдула ел Мари              |
| 3. коло           | Јапан—Шпанија          | Виктор Гомес                 | Закеле Сивела Суру Фатсен                          | Фернандо Гереро             |
| 3. коло           | Костарика—Њемачка      | Стефани Фрапар               | Неуза Бак Карен Дијаз Медина                       | Дру Фишер                   |
| 3. коло           | Хрватска—Белгија       | Ентони Тејлор                | Гери Бесвик Адам Нан                               | Марко Фриц                  |
| 3. коло           | Канада—Мароко          | Рафаил Клаус                 | Родриго Фигеиредо Данило Симон Манис               | Хулио Баскуњан              |
| 3. коло           | Србија—Швајцарска      | Фернандо Рапалини            | Хуан Пабло Белати Дијего Бонфа                     | Мауро Виглијано             |
| 3. коло           | Камерун—Бразил         | Исмаил Елфат                 | Кајл Еткинс Кори Паркер                            | Алехандро Ернандез Ернандез |
| 3. коло           | Гана—Уругвај           | Данијел Зиберт               | Јан Сејдел Рафаел Фолтин                           | Бастијан Данкерт            |
| 3. коло           | Ј. Кореја—Португалија  | Факундо Тељо                 | Езекијел Браиловски Габријел Чаде                  | Николас Гало                |
| Елиминациона фаза | Елиминациона фаза      | Елиминациона фаза            | Елиминациона фаза                                  | Елиминациона фаза           |
| Осмина финала     | Холандија—САД          | Вилтон Сампајо               | Бруно Бошиља Бруно Пирес                           | Николас Гало                |
| Осмина финала     | Аргентина—Аустралија   | Шимон Марћињак               | Томаш Листкјевич Павел Соколницки                  | Томаш Квјатковски           |
| Осмина финала     | Француска—Пољска       | Хесус Валенсуела             | Хорхе Урего Тулио Морено                           | Хуан Сото                   |
| Осмина финала     | Енглеска—Сенегал       | Иван Бартон                  | Давид Моран Кетрин Незбит                          | Дру Фишер                   |
| Осмина финала     | Јапан—Хрватска         | Исмаил Елфат                 | Кори Паркер Кајл Еткинс                            | Николас Гало                |
| Осмина финала     | Бразил—Ј. Кореја       | Клеман Тирпен                | Никола Дано Сирил Грингор                          | Жером Брисар                |
| Осмина финала     | Мароко—Шпанија         | Фернандо Рапалини            | Хуан Пабло Белати Дијего Бонфа                     | Мауро Виглијано             |
| Осмина финала     | Португалија—Швајцарска | Сесар Артуро Рамос           | Алберто Морин Мигел Ернандез                       | Дру Фишер                   |
| Четвртфинале      | Хрватска—Бразил        | Мајкл Оливер                 | Стјуарт Барт Гери Бесвик                           | Пол ван Букел               |
| Четвртфинале      | Холандија—Аргентина    | Антонио Матеу Лаоз           | Пау Себријан Девис Роберто Дијаз Перез дел Паломар | Алехандро Ернандез Ернандез |
| Четвртфинале      | Мароко—Португалија     | Факундо Тељо                 | Габријел Чаде Езекијел Браиловски                  | Мауро Виглијано             |
| Четвртфинале      | Енглеска—Француска     | Вилтон Сампајо               | Бруно Бошиља Бруно Пирес                           | Николас Гало                |
| Полуфинале        | Аргентина—Хрватска     | Данијеле Орсато              | Чиро Карбоне Алесандро Ђалатини                    | Масимилијано Ирати          |
| Полуфинале        | Француска—Мароко       | Сесар Артуро Рамос           | Алберто Морин Мигел Ернандез                       | Дру Фишер                   |
| За треће мјесто   | Хрватска—Мароко        | Абдулрахман ел Џасим         | Талеб ел Мари Сауд ел Макеле                       | Хулио Баскуњан              |
| Финале            | Аргентина—Француска    | Шимон Марћињак               | Павел Соколницки Томаш Листкјевич                  | Томаш Квјатковски           |
| ----------------- | ---------------------- | ---------------------------- | -------------------------------------------------- | --------------------------- |

### Укупно утакмица
| Позиција      | Судија                       | Број утакмица | Утакмице | Фаза |
| Главне судије | Главне судије                | Главне судије | Главне судије | Главне судије                                                                                                   |
| ------------- | ---------------------------- | ------------- | --- | --- |
| 1.            | Вилтон Сампајо               | 4             | Сенегал—Холандија Пољска—Саудијска Арабија Холандија—САД Енглеска—Француска                                                                   | Група А, 1. коло Група Ц, 2. коло Осмина финала Четвртфинале                                                    |
| 1.            | Сесар Артуро Рамос           | 4             | Данска—Тунис Белгија—Мароко Португалија—Швајцарска Француска—Мароко                                                                           | Група Д, 1. коло Група Ф, 2. коло Осмина финала Полуфинале                                                      |
| 3.            | Данијеле Орсато              | 3             | Катар—Еквадор Аргентина—Мексико Аргентина—Хрватска                                                                                            | Група А, 1. коло Група Ц, 2. коло Полуфинале                                                                    |
| 3.            | Иван Бартон                  | 3             | Њемачка—Јапан Бразил—Швајцарска Енглеска—Сенегал                                                                                              | Група Е, 1. коло Група Г, 2. коло Осмина финала                                                                 |
| 3.            | Фернандо Рапалини            | 3             | Мароко—Хрватска Србија—Швајцарска Мароко—Шпанија                                                                                              | Група Ф, 1. коло Група Г, 3. коло Осмина финала                                                                 |
| 3.            | Факундо Тељо                 | 3             | Швајцарска—Камерун Јужна Кореја—Португалија Мароко—Португалија                                                                                | Група Г, 1. коло Група Х, 3. коло Четвртфинале                                                                  |
| 3.            | Клеман Тирпен                | 3             | Уругвај—Јужна Кореја Еквадор—Сенегал Бразил—Јужна Кореја                                                                                      | Група Х, 1. коло Група А, 3. коло Осмина финала                                                                 |
| 3.            | Исмаил Елфат                 | 3             | Португалија—Гана Камерун—Бразил Јапан—Хрватска                                                                                                | Група Х, 1. коло Група Г, 3. коло Осмина финала                                                                 |
| 3.            | Антонио Матеу Лаоз           | 3             | Катар—Сенегал Иран—САД Холандија—Аргентина | Група А, 2. коло Група Б, 3. коло Четвртфинале                                                                  |
| 3.            | Шимон Марћињак               | 3             | Француска—Данска Аргентина—Аустралија Аргентина—Француска                                                                                     | Група Д, 2. коло Осмина финала Финале                                                                           |
| 3.            | Мајкл Оливер                 | 3             | Јапан—Костарика Саудијска Арабија—Мексико Хрватска—Бразил                                                                                     | Група Е, 2. коло Група Ц, 3. коло Четвртфинале                                                                  |
| 12.           | Рафаил Клаус                 | 2             | Енглеска—Иран Канада—Мароко | Група Б, 1. коло Група Ф, 3. коло                                                                               |
| 12.           | Абдулрахман ел Џасим         | 2             | САД—Велс Хрватска—Мароко | Група Б, 1. коло За треће мјесто                                                                                |
| 12.           | Славко Винчић                | 2             | Аргентина—Саудијска Арабија Велс—Енглеска | Група Ц, 1. коло Група Б, 3. коло                                                                               |
| 12.           | Виктор Гомес                 | 2             | Француска—Аустралија Јапан—Шпанија | Група Д, 1. коло Група Е, 3. коло                                                                               |
| 12.           | Мохамед Абдула Хасан Мохамед | 2             | Шпанија—Костарика Камерун—Србија | Група Е, 1. коло Група Г, 2. коло                                                                               |
| 12.           | Алиреза Фагани               | 2             | Бразил—Србија Португалија—Уругвај | Група Г, 1. коло Група Х, 2. коло                                                                               |
| 12.           | Мустафа Горбал               | 2             | Холандија—Еквадор Аустралија—Данска | Група А, 2. коло Група Д, 3. коло                                                                               |
| 12.           | Хесус Валенсуела             | 2             | Енглеска—САД Француска—Пољска | Група Б, 2. коло Осмина финала                                                                                  |
| 12.           | Данијел Зиберт               | 2             | Тунис—Аустралија Гана—Уругвај | Група Д, 2. коло Група Х, 3. коло                                                                               |
| 12.           | Дани Макели                  | 2             | Шпанија—Њемачка Пољска—Аргентина | Група Е, 2. коло Група Ц, 3. коло                                                                               |
| 12.           | Ентони Тејлор                | 2             | Јужна Кореја—Гана Хрватска—Белгија | Група Х, 2. коло Група Ф, 3. коло                                                                               |
| 23.           | Крис Бит                     | 1             | Мексико—Пољска | Група Ц, 1. коло                                                                                                |
| 23.           | Џани Сиказве                 | 1             | Белгија—Канада | Група Ф, 1. коло                                                                                                |
| 23.           | Марио Ескобар                | 1             | Велс—Иран | Група Б, 2. коло                                                                                                |
| 23.           | Андрес Матонте               | 1             | Хрватска—Канада | Група Ф, 2. коло                                                                                                |
| 23.           | Бакари Гасама                | 1             | Холандија—Катар | Група А, 3. коло                                                                                                |
| 23.           | Метју Конгер                 | 1             | Тунис—Француска | Група Д, 3. коло                                                                                                |
| 23.           | Стефани Фрапар               | 1             | Костарика—Њемачка | Група Е, 3. коло                                                                                                |
| ВАР судије    |                              |               | | |
| 1.            | Дру Фишер                    | 8             | Француска—Аустралија Велс—Иран Пољска—С. Арабија Бразил—Швајцарска Костарика—Њемачка Енглеска—Сенегал Португалија—Швајцарска Француска—Мароко | Група Д, 1. коло Група Б, 2. коло Група Ц, 2. коло Група Г, 2. коло Група Е, 3. коло Осмина финала Полуфинале   |
| 2.            | Мауро Виглијано              | 7             | Њемачка—Јапан Швајцарска—Камерун Хрватска—Канада Аустралија—Данска Србија—Швајцарска Мароко—Шпанија Мароко—Португалија                        | Група Е, 1. коло Група Г, 1. коло Група Ф, 2. коло Група Д, 3. коло Група Г, 3. коло Осмина финала Четвртфинале |
| 3.            | Николас Гало                 | 5             | Камерун—Србија Јужна Кореја—Португалија Холандија—САД Јапан—Хрватска Енглеска—Француска                                                       | Група Г, 2. коло Група Х, 3. коло Осмина финала Четвртфинале                                                    |
| 3.            | Абдула ел Мари               | 5             | САД—Велс Шпанија—Костарика Бразил—Србија Португалија—Уругвај Тунис—Француска                                                                  | Група Б, 1. коло Група Е, 1. коло Група Г, 1. коло Група Х, 2. коло Група Д, 3. коло                            |
| 5.            | Хуан Сото                    | 4             | Сенегал—Холандија Белгија—Канада Енглеска—САД Француска—Пољска                                                                                | Група А, 1. коло Група Ф, 1. коло Група Б, 2. коло Осмина финала                                                |
| 5.            | Пол ван Букел                | 4             | Аргентина—Саудијска Арабија Шпанија—Њемачка Пољска—Аргентина Хрватска—Бразил                                                                  | Група Ц, 1. коло Група Е, 2. коло Група Ц, 3. коло Четвртфинале                                                 |
| 5.            | Томаш Квјатковски            | 4             | Француска—Данска Јужна Кореја—Гана Аргентина—Аустралија Аргентина—Француска                                                                   | Група Д, 2. коло Група Х, 2. коло Осмина финала Финале                                                          |
| 5.            | Масимилијано Ирати           | 4             | Катар—Еквадор Аргентина—Мексико С. Арабија—Мексико Аргентина—Хрватска                                                                         | Група А, 1. коло Група Ц, 2. коло Група Ц, 3. коло Полуфинале                                                   |
| 5.            | Жером Брисар                 | 4             | Уругвај—Јужна Кореја Јапан—Костарика Еквадор—Сенегал Бразил—Јужна Кореја                                                                      | Група Х, 1. коло Група Е, 2. коло Група А, 3. коло Осмина финала                                                |
| 8.            | Фернандо Гереро              | 3             | Данска—Тунис Белгија—Мароко Јапан—Шпанија | Група Д, 1. коло Група Ф, 2. коло Група Е, 3. коло                                                              |
| 8.            | Хулио Баскуњан               | 3             | Мароко—Хрватска Канада—Мароко Хрватска—Мароко                                                                                                 | Група Ф, 1. коло Група Ф, 3. коло За треће мјесто                                                               |
| 8.            | Алехандро Ернандез Ернандез  | 3             | Катар—Сенегал Камерун—Бразил Холандија—Аргентина                                                                                              | Група А, 2. коло Група Г, 3. коло Четвртфинале                                                                  |
| 12.           | Шон Еванс                    | 2             | Мексико—Пољска Холандија—Еквадор | Група Ц, 1. коло Група А, 2. коло                                                                               |
| 12.           | Бастијан Данкерт             | 2             | Тунис—Аустралија Гана—Уругвај | Група Д, 2. коло Група Х, 3. коло                                                                               |
| 12.           | Марко Фриц                   | 2             | Велс—Енглеска Хрватска—Белгија | Група Б, 3. коло Група Ф, 3. коло                                                                               |
| 18.           | Леодан Гонзалес              | 1             | Енглеска—Иран | Група Б, 1. коло                                                                                                |
| 18.           | Армандо Виљареал             | 1             | Португалија—Гана | Група Х, 1. коло                                                                                                |
| 18.           | Редуан Жијед                 | 1             | Холандија—Катар | Група А, 3. коло                                                                                                |
| 18.           | Хуан Мартинез Мунуера        | 1             | Иран—САД | Група Б, 3. коло                                                                                                |